# Yana Morderger
Yana Morderger (* 7. März 1997 in Kiew, Ukraine) ist eine deutsche Tennisspielerin. Sie ist die Zwillingsschwester von Tayisiya, die ebenfalls professionell Tennis spielt.

## Karriere
Morderger begann im Alter von sechs Jahren mit dem Tennissport. Sie spielt hauptsächlich auf Turnieren der ITF Women’s World Tennis Tour, wo sie bislang einen Einzeltitel und 14 Doppeltitel erreichte.
Die Zwillingsschwestern Morderger galten schon in jungen Jahren als große Nachwuchstalente und führten im Alter von zwölf Jahren die Ranglisten des Westfälischen Tennisverbandes wie später auch die deutsche Rangliste der Jugendlichen an.
Ihr erstes Turnier bei den Profis spielte Morderger im April 2011 im belgischen Tessenderlo, wo sie ihr Auftaktmatch gegen Alina Wessel mit 6:4 und 6:1 gewann, ehe sie in der zweiten Qualifikationsrunde gegen Bibiane Weijers mit 2:6 und 1:6 verlor. Bei den Reinert Open 2013 gelangte sie über die Qualifikation ins Hauptfeld, wo sie in der ersten Runde Anna Zaja mit 4:6 und 4:6 unterlag. Auch beim ITF Women’s Circuit UBS Thurgau 2014 in Kreuzlingen schied sie nach erfolgreicher Qualifikation in der ersten Runde aus, diesmal mit 4:6 und 2:6 gegen Ekaterina Alexandrova.
Auf der WTA Tour erhielt Morderger sowohl für die Qualifikation zum Porsche Tennis Grand Prix 2014 als auch für die Qualifikation zum Nürnberger Versicherungscup 2014 eine Wildcard, scheiterte aber jeweils in ihrem Auftaktmatch.
Bei den anschließenden Schönbusch Open 2014 scheiterte sie nach überstandener Qualifikation erneut in der ersten Runde des Hauptfelds mit 6:3, 5:7 und 4:6 an Milana Špremo. Bei den ITF Women’s Circuit UBS Thurgau 2015 ging sie mit ihrer Zwillingsschwester an den Start, sie kamen aber wiederum nicht über die erste Runde hinaus. Ihr bislang größter Erfolg gelang Yana Morderger im Juli 2015 beim $25.000-Turnier im französischen Denain mit dem Einzug ins Achtelfinale, das sie mit 1:6 und 1:6 gegen Florencia Molinero verlor.
2016 unterlag sie mit ihrer Schwester bei den Altenkirchen Ladies Open 2016 in der ersten Runde mit 6:3, 4:6 und [9:11] knapp Georgina García Pérez und Polina Leikina. Bei den Bredeney Ladies Open 2016 unterlag sie in der ersten Runde des Hauptfeldes Anna Zaja mit 2:6 und 2:6.
2012 bei den U16-Juniorinnen und 2013 bei den U18-Juniorinnen war sie Deutsche Meisterin im Einzel und mit ihrer Zwillingsschwester jeweils auch im Doppel.
In den Jahren 2014 und 2015 gewann sie die Westfälischen Tennis-Meisterschaften.

## TV-Auftritte
2019 nahm sie als Kandidatin an der Doku-Soap Shopping Queen teil. 2020 nahm sie mit ihrer Zwillingsschwester Tayisiya an dem Reality-Format Kampf der Realitystars – Schiffbruch am Traumstrand teil. Im September 2020 war sie mit ihrer Zwillingsschwester Kandidatin in der Quizshow Genial oder Daneben?, im September 2022 wurden sie mit ihrem Freund und ihrer Zwillingsschwester für die taff-Wochenserie Pärchenurlaub zu dritt mit der Kamera nach Malta begleitet.

## Privates
Vater Vitali ist Diplom-Tennistrainer, Mutter Julia ist Diplom-Betriebswirtin.

## Turniersiege

### Einzel
| Nr. | Datum           | Turnier | Kategorie   | Belag | Finalgegnerin      | Ergebnis |
| --- | --------------- | ------- | ----------- | ----- | ------------------ | -------- |
| 1.  | 5. Februar 2017 | Antalya | ITF $15.000 | Sand  | Tayisiya Morderger | 6:4, 6:3 |

### Doppel
| Nr. | Datum              | Turnier                  | Kategorie   | Belag             | Partnerin          | Finalgegnerinnen                          | Ergebnis          |
| --- | ------------------ | ------------------------ | ----------- | ----------------- | ------------------ | ----------------------------------------- | ----------------- |
| 1.  | 29. Oktober 2016   | Antalya                  | ITF $10.000 | Sand              | Tayisiya Morderger | Arina Folts Kateryna Sliusar              | 3:6, 7:65, [10:6] |
| 2.  | 15. Januar 2017    | Antalya                  | ITF $15.000 | Sand              | Tayisiya Morderger | Sofija Kowalez Kateryna Sliusar           | 3:6, 7:61, [10:6] |
| 3.  | 29. Juli 2017      | Les Contamines-Montjoie  | ITF $15.000 | Hartplatz         | Tayisiya Morderger | Kerrie Cartwright Kariann Pierre-Louis    | 2:6, 6:4, [10:7]  |
| 4.  | 18. November 2017  | Iraklio                  | ITF $15.000 | Sand              | Tayisiya Morderger | Anastasia Dețiuc Elina Nepli              | 6:2, 7:67         |
| 5.  | 24. November 2017  | Iraklio                  | ITF $15.000 | Sand              | Tayisiya Morderger | Gabriela Duca Oana Gavrilă                | 6:4, 3:6, [10:8]  |
| 6.  | 29. September 2018 | Santa Margherita di Pula | ITF $25.000 | Sand              | Tayisiya Morderger | Cao Siqi Ma Shuyue                        | 6:7, 7:6, [12:10] |
| 7.  | 22. März 2019      | Le Havre                 | ITF W15     | Sand              | Tayisiya Morderger | Eléonora Molinaro Svenja Ochsner          | 6:4, 6:3          |
| 8.  | 16. November 2019  | Solarino                 | ITF W15     | Sand              | Tayisiya Morderger | Emma Davis Nicole Fossa Huergo            | 6:2, 6:3          |
| 9.  | 23. November 2019  | Solarino                 | ITF W25     | Sand              | Tayisiya Morderger | Olga Parres Azcoitia Ioana Loredana Roșca | 6:3, 6:4          |
| 10. | 30. November 2019  | Solarino                 | ITF W25     | Sand              | Tayisiya Morderger | Sara Lanca Olga Parres Azcoitia           | 6:3, 6:3          |
| 11. | 18. März 2023      | Říčany                   | ITF W40     | Hartplatz (Halle) | Tayisiya Morderger | Nigina Abduraimova Alena Fomina-Klotz     | 6:1, 4:6, [10:6]  |
| 12. | 21. Oktober 2023   | Hamburg                  | ITF W60     | Hartplatz (Halle) | Tayisiya Morderger | Julija Awdejewa Jekaterina Maklakowa      | 6:1, 6:4          |
| 13. | 13. Januar 2024    | Esch-sur-Alzette         | ITF W15     | Hartplatz (Halle) | Tayisiya Morderger | Josy Daems Anastassija Firman             | 6:2, 6:3          |
| 14. | 5. Oktober 2024    | Baza                     | ITF W35     | Hartplatz         | Tayisiya Morderger | Nahia Berecoechea Alina Tscharajewa       | 6:3, 7:61         |